# تکیه حاج محمود نکویی
تکیه حاج محمود نکویی مربوط به اواخر دوره قاجار - دوره پهلوی اول است و در بروجرد، میدان یاد بود، ابتدای بلوار شهید بهشتی واقع شده و این اثر در تاریخ ۲۴ اسفند ۱۳۸۳ با شمارهٔ ثبت ۱۱۷۵۲ به‌عنوان یکی از آثار ملی ایران به ثبت رسیده است.